# Trekboers

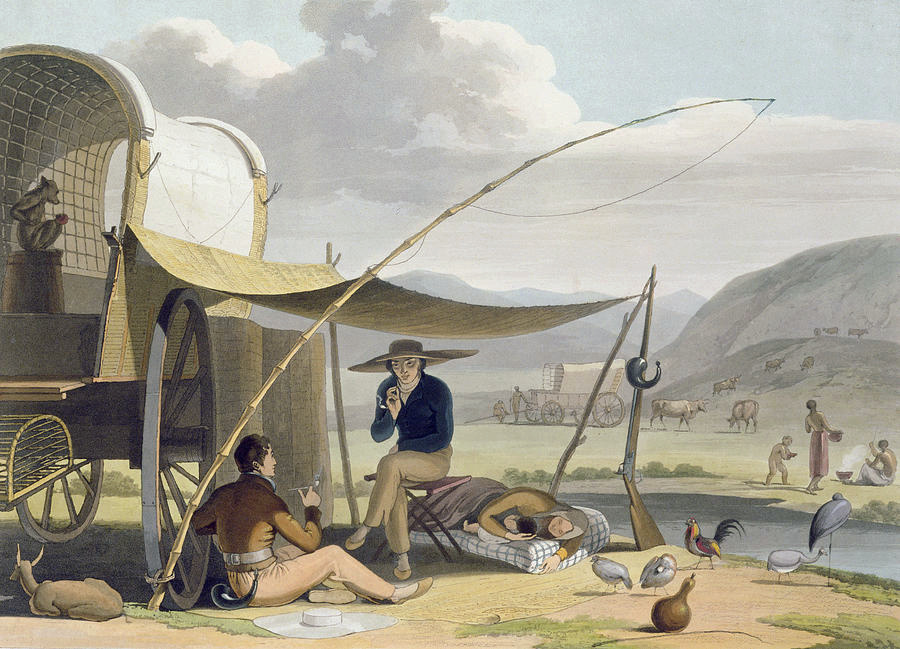
Une aquatinte de Samuel Daniell de Trekboers en train de monter leur camp. Créée vers 1804.

Les Trekboers (littéralement en afrikaans Paysans voyageurs) furent des agriculteurs nomades descendants de colons néerlandais, de huguenots français et de protestants allemands. Ils entamèrent leur migration depuis les environs du Cap, telles les localités de Paarl, Stellenbosch et Franschhoek à partir du XVIIe siècle et au cours du XVIIIe siècle.

## Origines
Les Trekboers étaient des pasteurs semi-nomades, en économie de subsistance, qui commencèrent à migrer progressivement vers le nord et l'est vers l'intérieur à la recherche de meilleurs pâturages pour améliorer leur train de vie, et également pour échapper au gouvernement autocratique de la Compagnie néerlandaise des Indes orientales (ou VOC), qui administrait la ville du Cap et ses environs, qu'ils voyaient comme corrompue et peu concernée par les intérêts des colons libres installés.p. 26
Les Trekboers étaient également en relations commerciales avec les indigènes. Ils devaient donc être fort proches de leurs troupeaux. Ils formaient un maillon crucial entre les troupeaux disponibles à l'intérieur et les approvisionnements du Cap. Les Trekboers vivaient en général dans des chariots avec lesquels ils voyageaient, et restaient rarement en un lieu permanent. De nombreux Trekboers s'installèrent dans la région du Cap oriental, où leurs descendants sont généralement appelés Grensboere (Paysans de la frontière), ou simplement Boers (soit en néerlandais "paysans").

## Expansion

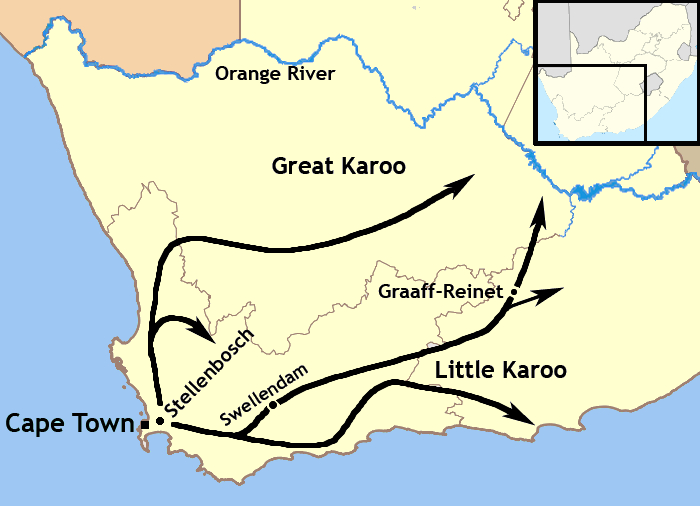
Une carte de l'expansion des Trekboers hors de la Colonie du Cap entre 1700 et 1800.

Malgré les tentatives de la VOC d'éviter les départs de paysans hors de la colonie, les frontières furent largement ouvertes du défaut de moyen de les contrôler.p. 24 Vers 1740, les premiers Trekboers pénétraient dans le Petit Karoo en passant par le Langeberg ou plus à l'est les monts Outeniqua. Vers 1760, ils avaient atteint l'intérieur du Grand Karoo, au-delà du Swartberg.p. 24

## Républiques indépendantes
À la suite des défaillances de la VOC et sous inspiration de la Révolution française et de la Révolution américaine, un groupe boer se rebella contre le gouvernement néerlandais, et établit des républiques indépendantes dans les villes de Graaff-Reinet, et quatre mois plus tard, à Swellendam en 1795. La VOC fut reprise quelques mois plus tard par les Pays-Bas, lui-même sous la menace française post-révolutionnaire.p. 26
Les velléités indépendantistes des Trekboers échouèrent face aux Britanniques, qui se saisirent en 1796 de la Colonie du Cap à la suite des guerres de la Révolution française. Une génération plus tard, des Boers résistèrent à l'administration britannique en 1815. Ce qui conduisit à la rébellion de Slagters Nek (à Cookhouse) au cours de laquelle les Britanniques exécutèrent plusieurs dirigeants boers. À la suite des accrochages avec les Britanniques, les guerres de frontières avec les Xhosas à l'est, et le manque de terrains disponibles, de nombreux colons boers du Cap oriental devinrent des Voortrekkers, aux velléités migratoires affirmées, alors que les Trekboers se déplaçaient surtout au gré de leurs activités pastorales.

## Distinctions
Alors que de nombreux Trekboers s'installaient pour quelques générations pour devenir des fermiers-résidents, et repartir plus tard comme voortrekkers, les Trekboers continuèrent d'exister jusqu'au XXe siècle comme classe socio-économique de pasteurs nomades.
De nombreux Trekboere passèrent le fleuve Orange des décennies avant que les Voortrekkers le firent. Les Voortrekkers rencontrèrent régulièrement des Trekboers en Transorangie au cours du Grand Trek. En 1815, un Trekboer/commerçant nommé Coenraad (Du) Buys (un nom d'origine huguenote) fut accusé de vol de bétail, et échappa aux Britanniques. Il s'installa au Transvaal occidental. Il aurait contracté des mariages polygames avec des centaines d'indigènes, et ses descendants auraient constitué la population de Buysplaas (ou Buysville) sur la rivière Gourits. La ville se situe à l'ouest de Louis Trichardt, dans l'actuelle province du Limpopo. Buys mourut en traversant la rivière Limpopo.
Vers la fin du XIXe siècle, les Trekboere et les Voortrekkers étaient généralement dénommés ensemble sous le nom de Boers.
Au cours du XXe siècle, tant les Trekboers que les Boers Cape Dutch—ceux qui ne migrèrent pas et restèrent aux environs du Cap— seront connus sous le nom d'Afrikaners, un terme se référant à tous les locuteurs d'Afrikaans d'origine européenne. Le terme fut plus tard étendu à des locuteurs non blancs, généralement des métis du Cap. De nos jours, les descendants des Trekboers préfèrent être dénommés le boerevolk.

## Langue

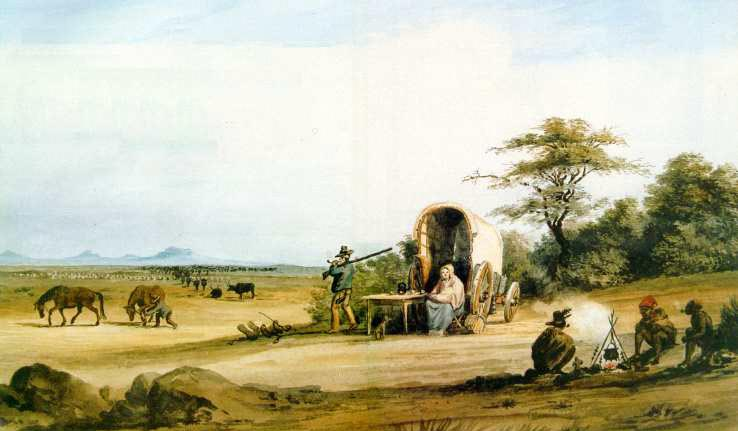
"Karoo Trekboer", par Charles Davidson Bell.

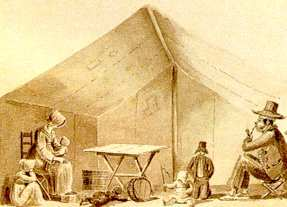
L'intérieur d'une tente de Trekboer dans le Griqualand (1850), par Charles Davidson Bell.

Les Trekboers parlaient une langue appelée die taal (lit. 'la langue')—, classée plus tard comme Afrikaans des frontières orientales ou Afrikaans du cap oriental. Cette langue trouve son origine dans les dialectes néerlandais du XVIIe et du XVIIIe siècle, mais devint une langue indépendante avec le temps, comprenant notamment de nombreux mots sans origine néerlandaise, dont des mots français, allemands, portugais, malais, khoïsan, et plus tard anglais.